# Margaret Llewelyn Davies
Margaret Caroline Llewelyn Davies (1861-1944) est une militante sociale britannique qui est secrétaire générale de la Co-operative Women's Guild de 1889 à 1921, militante pour les droits des femmes.

## Jeunesse
Margaret Caroline Llewelyn Davies est née le 16 octobre 1861 à Marylebone, Londres, la plus jeune des sept enfants nés de Mary Crompton et de John Llewelyn Davies. Les parents de Davies sont impliqués dans des mouvements intellectuels radicaux quand elle est enfant. Son père est le vicaire de Christ Church à Marylebone, ainsi qu'un membre du Trinity College et un ennemi déclaré de la pauvreté et des inégalités, actif dans les groupes chrétiens sociaux, et également impliqué dans le premier mouvement coopératif. Sa tante, Emily Davies, aide à fonder le Girton College de Cambridge, où Margaret étudie de 1881 à 1883, après avoir fréquenté le Queen's College de Londres ,. Beaucoup de membres de sa famille élargie sont également actifs politiquement, en particulier autour de la question du suffrage des femmes .

## Carrière
Davies travaille comme inspectrice sanitaire volontaire et est impressionné par la théorie coopérative de la Rochdale Society of Equitable Pioneers. Elle rejoint la Marylebone Co-operative Society en 1886, et peu de temps après est élue secrétaire du groupe Marylebone de la Co-operative Women's Guild. Un an plus tard, elle est élue au comité exécutif national de la Guilde. Davies et son amie Rosalind Mary Shore Smith font des recherches sur les ateliers de partage des bénéfices en 1888 et recommandent de ne pas les adopter par le mouvement,. Elle est nommée secrétaire générale de la Guilde en 1889, conservant ce poste jusqu'en 1921,. Au cours de son mandat, la Guilde devient beaucoup plus active politiquement qu'elle ne l'était auparavant. La même année où elle devient secrétaire générale, la famille déménage à Kirkby Lonsdale, où son père est recteur à l'église St Mary's,,. À Kirkby Lonsdale, Davies travaille en étroite collaboration avec Lilian Harris, qui devient la caissière de la Guilde en 1893 et sa secrétaire adjointe en 1901. Olive Banks écrit dans son dictionnaire biographique des féministes britanniques de 1985 qu'« il fut bientôt évident ... que Margaret avait trouvé plus qu'une collègue, car Lilian devait être son amie et sa compagne pour la vie ». En 1908, le père de Davies prend sa retraite, et Davies et Harris déménagent à Hampstead, où son père reste avec eux jusqu'à sa mort en 1916.
Pendant le mandat de Davies en tant que secrétaire générale, elle supervise l'accent mis sur la réalisation du quatrième des objectifs déclarés de la Guilde, « améliorer les conditions des femmes dans tout le pays ». Elle encourage la promotion par la Guilde des réformes sociales, notamment pour le suffrage des femmes, tandis que des activités comme les cours de couture sont mis de côté par l'organisation. À partir de 1893, les sections discutent du droit de vote des femmes et recueillent des signatures pour des pétitions le soutenant. Ses opinions personnelles, combinant socialisme et féminisme, façonnent l'orientation de la Guilde.
En 1909, Llewelyn Davies témoigne devant une commission royale sur la réforme du droit du divorce, et la Guilde commence à plaider en faveur de l'égalité des divorces. À cette époque, par exemple, l'adultère pouvait être la base d'un divorce s'il était commis par une femme, pas par son mari. En 1912, la Guilde adopte une politique, appuyée par son congrès annuel, selon laquelle un couple marié devrait être autorisé à divorcer après une période de séparation de deux ans. Cela est contesté par certains membres du mouvement coopératif, notamment ses membres catholiques, et conduit à l'arrêt de la subvention annuelle de 400 £ à la Guilde du conseil central de l'Union coopérative. Llewelyn Davies s'en tient à la ligne politique convenue par le congrès, et le travail de la Guilde est financé par les branches jusqu'à la restauration de la subvention quatre ans plus tard. Llewelyn Davies est une pacifiste engagée, et la Guilde adopte également une position pacifiste,. Pendant la Première Guerre mondiale, Llewelyn Davies est élue au conseil général de l'Union pour le contrôle démocratique.
En 1915, Llewelyn Davies compile Maternity: Letters from Working Women, un livre basé sur les lettres de membres de la Guilde sur leurs expériences de grossesse, d'accouchement et d'éducation des enfants. En 1931, elle est la rédactrice en chef de Life as we have Known it, un recueil de réflexions des membres de la Guilde, qui comprenait une introduction par l'amie de Llewelyn Davies, Virginia Woolf,.
L'élection de Davies au poste de secrétaire générale est décrite par Jean Gaffin et David Thoms, auteurs de Caring & sharing: the centenary history of the Co-operative Women's Guild (1993), comme un «tournant» dans l'histoire de l'organisation; son mandat inaugure une ère de croissance et de succès sans précédent pour la Guilde. Davies est considérée comme une figure si importante de la Guilde, et sa retraite une telle perte, que Catherine Webb commence à écrire La Femme au panier, une histoire de la Guilde à ce moment-là. Harris prend sa retraite en même temps que Davies. Ni Davies ni Harris n'ont été payés pour leur travail pour la Guilde, ce qui aide l'organisation à rester financièrement stable même pendant la période où le financement du conseil central est suspendu. Honora Enfield, qui est la secrétaire privée de Davies depuis 1917, succède à Davies au poste de secrétaire général.

## Dernières années et héritage
En 1944, l'historien GDH Cole décrit Davies comme "En termes de qualités personnelles et d'idéalisme désintéressé ... de loin la plus grande femme qui s'est activement identifiée au mouvement coopératif britannique" et a identifié sa nomination au poste de secrétaire général comme le précurseur de devenir "une force progressiste vraiment puissante" . L'auteur Mavis Curtis écrit que Davies "a fixé l'ordre du jour de la Guilde pendant trente-deux ans lorsqu'elle a pris sa retraite en 1921" et que "sa personnalité énergique et ses convictions fermement ancrées sont restées une force directrice dans le Guid pendant de très nombreuses années" . Banks considère que « bien qu'ayant sans aucun doute une profonde influence sur la guilde, Davies n'était pas un autocrate. Son talent particulier est d'amener les femmes de la classe ouvrière à parler ou à écrire sur leurs propres expériences." . 
Après avoir pris sa retraite de la Guilde, Davies continue à soutenir le mouvement pacifiste. Elle est l'une des fondatrices de l'International Women's Co-operative Guild, avec Enfield et d'autres, en 1921. De 1924 à 1928, elle est présidente de la Société pour les relations culturelles avec l'URSS ,. Davies et Harris déménagent à Dorking, où Davies est décédé le 28 mai 1944. Dans une critique de livre parue en 2017 dans le Times Literary Supplement, June Purvis écrit que Davies a été "largement oubliée... il est bon de se rappeler que sous sa direction, la Women's Co-operative Guild a fait campagne non seulement pour un salaire décent, un divorce égal des lois et des améliorations du bien-être, mais aussi pour le suffrage universel.". En 2020, Margaret Llewelyn Davies : avec des femmes pour un nouveau monde, une biographie de Ruth Cohen, est publiée . Il y a une plaque commémorative pour Davies dans le cimetière de l'église St Mary, Kirkby Lonsdale .